# Mack Charles Andrews
Mack Charles Andrews est un pasteur pentecôtiste unitaire (unitarisme) de l'United Pentecostal Church à Thomasville en Alabama. Il est arrêté en 2013 pour des viols de plusieurs enfants dans les années 1980-1990. Il est condamné à 15 ans de prison en 2015.

## Historique
Mack Charles Andrews est arrêté en octobre 2013 pour plusieurs chefs d'accusation : viol, abus sexuel, tentative de viol, de sodomie et torture sexuelle. Ces infractions se situent à la fin des années 1980 et dans les années 1990, alors qu'il était pasteur de la United Pentecostal Church à Thomasville, en Alabama, et directeur de la Faith Christian Academy (en).
Une de ses victimes déclare avoir été violée entre ses 7 et 13 ans par Andrews. Une fois il la viole sur la tombe de son père. Il lui intimé alors de garder le silence à défaut : « des démons viendraient me sortir de mon lit ». Alors qu'il est déjà emprisonné, le pasteur la contacte par téléphone et menace de la tuer si elle parle de ces agressions.
Le 16 novembre 2015, il est condamné à 15 ans de prison par le juge C. Robert Montgomery. Mack Charles Andrews est libéré en mai 2021, après seulement cinq ans et demi de prison.